# Peter Friedman
Peter Friedman (New York, 24 april 1949) is een Amerikaans acteur.

## Biografie
Friedman studeerde aan de Hofstra-universiteit in New York.
Hij begon met acteren in het theater. Hij maakte in 1972 zijn debuut op Broadway in het toneelstuk The Great God Brown.
Friedman begon in 1975 met acteren op televisie in de televisieserie Great Performances. Hierna speelde hij rollen in televisieseries en films zoals The Muppet Show (1976-1978), Prince of the City (1981), Daniel (1983), The Seventh Sign (1988), Two Against Time (2002), Paycheck (2003), I'm Not There (2007) en Love and Other Drugs (2010).
Friedman was van 1990 tot en met 2002 getrouwd met actrice Joan Allen, met wie hij een dochter heeft.

## Filmografie

### Films
Uitgezonderd korte films.
- 2022 - She Said – als Lanny Davis
- 2019 - Masters of Doom – als Al Vekovius
- 2016 - 5 Doctors – als dr. Lipman
- 2014 - Keep in Touch – als Dallen Parcel
- 2013 - Side Effects – als partner van Banks
- 2011 - Coming Up Roses – als Charles
- 2011 - Love and Other Drugs – als man uit Californië
- 2010 - Harvest – als Carmine Monopoli
- 2009 - Breaking Upwards – als Alan
- 2009 - The Messenger – als Mr. Cohen
- 2008 - Synecdoche, New York – als dokter op eerste hulp
- 2008 - Spinning Into Butter – als Jay Salter
- 2007 - I'm Not There – als Morris Bernstein / Barker
- 2007 - The Savages – als Larry
- 2006 - Unconscious – als pastoor William
- 2006 - Freedomland – als luitenant Gold
- 2004 - King of the Corner – als Arthur Wexler
- 2003 - Paycheck – als Brown
- 2002 - Power and Beauty – als Sam Giancana
- 2002 - Two Against Time – als Robert Portman
- 2001 - Someone Like You... – als Stephen
- 2000 - Perfect Murder, Perfect Town: JonBenét and the City of Boulder – als Peter Hofstrom
- 1997 - In the Presence of Mine Enemies – als Kohn
- 1996 - I'm Not Rappaport – als jonge vader van Nat
- 1996 - I Shot Andy Warhol – als Alan Burke
- 1995 - The Heidi Chronicles – als Scoop Rosenbaum
- 1995 - Safe – als Peter Dunning
- 1994 - Blink – als Dr. Ryan Pierce
- 1992 - Single White Female – als Graham Knox
- 1991 - Guilty Until Proven Innocent – als Richard Emery
- 1988 - The Seventh Sign – als pastoor Lucci
- 1985 - Finnegan Begin Again – als John Jewell
- 1984 - Piaf – als Leplee
- 1983 - Daniel – als Ben Cohen
- 1983 - Rage of Angels – als Larry
- 1981 - Prince of the City – als Goldman
- 1980 - You Better Watch Out – als Mr. Grosh

### Televisieseries
Uitgezonderd eenmalige gastrollen.
- 2018 - 2023 - Succession - als Frank Vernon - 39 afl.
- 2023 The Marvelous Mrs. Maisel - als George - 6 afl.
- 2021 If I'm Alive Next Week... - als Larry - 2 afl.
- 2019 - Adult Ed. - als pastoor Frank - 2 afl.
- 2016 - 2018 - High Maintenance - als Jim - 2 afl.
- 2016 - 2018 - The Path - als Hank - 23 afl.
- 2015 - The Affair - als Robert - 3 afl.
- 1991-1993 - Brooklyn Bridge - als George Silver - 32 afl.
- 1988 - Hothouse - als David - 2 afl.
- 1976-1978 - The Muppet Show - als diverse stemmen - 9 afl.

## Theaterwerk opBroadway
- 2024 - JOB - als Loyd
- 2004-2005 - Twelve Angry Men – als jurylid
- 1998-2000 - Ragtime – als Tateh
- 1989-1990 - The Tenth Man – als Arthur Brooks
- 1989-1990 - The Heidi Chronicles  – als Scoop Rosenbaum
- 1986 - Execution of Justice – als Douglas Schmidt
- 1981 - Piaf – als Leplee / Zeeman / soldaat
- 1974 - The Rules of the Game – als Marquis Miglioriti / Guido Venanzi
- 1974 - Love for Love – als Ben
- 1973-1974 - Holiday – als Seton Cram
- 1973-1974 - Chemin de Fer – als Auguste / Coustouillu
- 1973-1974 - The Visit – als Carpenter
- 1972-1973 - Don Juan – als commandant / Don Carlos
- 1972-1973 - The Great God Brown – als bestuurslid

- Bibliothèque nationale de France: cb14071855w (data)
- Gemeinsame Normdatei: 1075869056
- International Standard Name Identifier: 0000 0001 1459 1479
- Library of Congress Control Number: no2008092621
- MusicBrainz: d8101575-bc33-43e2-8c8b-fac172040c88
- Nationale Bibliotheek van Tsjechië: xx0096482
- Nationale Bibliotheek van Polen: a0000002735788
- Système universitaire de documentation: 156964864
- Virtual International Authority File: 166194486
- WorldCat: E39PBJcGpY87Bb96jhpWF4MpT3